# Söderby-Karl
Söderby-Karl – miejscowość (tätort) w Szwecji, w regionie administracyjnym (län) Sztokholm, w gminie Norrtälje.
Według danych Szwedzkiego Urzędu Statystycznego liczba ludności wyniosła: 268 (31 grudnia 2015), 262 (31 grudnia 2018) i 278 (31 grudnia 2019).